# Лукин, Вениамин Алексеевич
Вениамин Алексеевич Лукин — советский государственный и хозяйственный деятель.

## Биография
Родился в 1924 году в деревне Гармоново Зубцовского района Тверской области. Член КПСС. Участник Великой Отечественной войны .
В 1942 г. после окончания пулеметного училища ушёл на фронт рядовым 13 гвардейского стрелкового полка. Принимал участие в Сталинградской битве. В 1943 г. был тяжело ранен и находился на излечении в Чкаловском эвакогоспитале. 
В 1943 г. поступил в филиал Харьковского института железнодорожного транспорта, а в 1944 был переведен в Московский энергетический институт, который окончил  с отличием в 1949 г. 
Начал трудовую деятельность инженером турбинного цеха Кемеровской ГРЭС, затем перешёл на Южно-Кузбасскую ГРЭС, где прошёл все ступени инженерной службы. 
В 1966 г. был назначен главным инженером – заместителем управляющего «Кузбассэнерго» Главвостокэнерго Минэнерго СССР.
В 1970 г. - начальник «Главуралэнерго». 
В 1979 г. был назначен заместителем Министра энергетики и электрификации СССР.

Лауреат Премии Совета Министров СССР.
Умер в Москве в 2010 году.